# Kunstverein Ludwigshafen
Der Kunstverein Ludwigshafen am Rhein e. V., kurz Kunstverein Ludwigshafen, ist ein 1928 gegründeter Kunstverein in Ludwigshafen am Rhein, der zu den ältesten Kunstvereinen in Deutschland zählt.
Der Kunstverein ist einer der führenden Vermittler zeitgenössischer Kunst in der Region. Als größter Kunstverein des Bundeslandes verbindet er seit 1928 die Gemeinden der Metropolregion mit den Künstlern unserer Zeit.

## Institution
Als gemeinnützige Kunstinstitution unterstützt der Verein lokale und internationale Künstler, die sich in einer entscheidenden Phase ihrer künstlerischen Laufbahn befinden. Er strebt an, die Vielfalt der zeitgenössischen Kunstlandschaft durch Neuproduktionen, Ausstellungen, Recherchen und Interpretationen zu fördern.
Der Kunstverein Ludwigshafen versteht sich als offene und kollaborative Institution, die ein breites Spektrum an interdisziplinären Künstlern unterstützt und ihnen Raum für kreatives Arbeiten, experimentelle Entwicklung und freie Entfaltung bietet.
Der Kunstverein ist ein Ort der Begegnung für die vielfältige Stadtgesellschaft Ludwigshafens, ein Raum, in dem die unterschiedlichen Perspektiven der Bevölkerung berücksichtigt werden und ihre einzigartigen Lebenserfahrungen zum Ausdruck kommen.
Ludwigshafen ist eine noch junge, durch Industrie und Wirtschaft geprägte Stadt. Die in der ersten Hälfte des 19. Jahrhunderts entstandene, stark chemisch geprägte Industrielandschaft führte zu einem rasanten Wandel in der Bevölkerung und der Wirtschaftsleistung. Entsprechend ist die Stadt traditionell von Migration geprägt – innerdeutsch, europäisch und international. Für den Kunstverein Ludwigshafen ist es ein zentrales Anliegen, einen Ort zu schaffen, der auf die sich ständig verändernde urbane Situation und Bevölkerungsstruktur der Stadt reagiert.
Die Vielfalt der Kulturen, Nationalitäten und Religionen der Bevölkerung zeigt sich besonders im Stadtteil Mitte, in dem der Kunstverein Ludwigshafen angesiedelt ist. Durch die Förderung von Orten des kollektiven Lernens und des Austauschs soll Kunstschaffenden und der Öffentlichkeit die Möglichkeit gegeben werden, gemeinsam über die Herausforderungen unserer Zeit zu reflektieren, sowohl auf lokaler als auch auf globaler Ebene. Deshalb werden die verschiedenen Ausstellungen mit einer Reihe von öffentlichen Programmen, die zum Nachdenken und Mitmachen anregen, ergänzt. Zusätzlich zu den Ausstellungen organisiert der Kunstverein Ludwigshafen Gespräche, Performances, Lesungen, Filmvorführungen und Exkursionen.
Die 2008 gegründete Kinder- und Jugendkunstschule unARTig ist eine weitere Säule im Bildungsprogramm des Kunstvereins. Mit einem umfangreichen Angebot an praktischen Aktivitäten für Kinder und Jugendliche will die Jugendkunstschule die Begeisterung für zeitgenössische Kunst wecken und Möglichkeiten der kulturellen Bildung unterstützen. Die Ausstellungen des Kunstvereins geben dabei stets den entscheidenden Impuls. Die Kinder- und Jugendkunstschule unARTig ist Mitglied in der Landesarbeitsgemeinschaft Soziokultur & Kulturpädagogik Rheinland-Pfalz.
Der Kunstverein Ludwigshafen befindet sich derzeit in einer tiefgreifenden Phase der Neuausrichtung. Dazu gehören die Renovierung des Bürgermeister-Ludwig-Reichert-Hauses, ein neuer Webauftritt und eine neue programmatische Ausrichtung.

## Renovierung des Bürgermeister-Ludwig-Reichert-Hauses
Das unter Denkmalschutz stehende Bürgermeister-Ludwig-Reichert-Haus wurde 1956 erbaut. Aufgrund des Alters des Gebäudes sind zur Gewährleistung einer zeitgemäßen Nutzung und Verbesserung des energetischen Zustands umfangreichere Sanierungsmaßnahmen notwendig.
So entsprechen die Glasfassaden nicht mehr dem technischen Standard, etwa den Anforderungen an Wärmeschutz, und müssen ersetzt werden. Im Innen- und Außenbereich sind umfangreiche Betonsanierungs- und Putzarbeiten erforderlich.
Im Zuge der Umbauarbeiten wird die Kinderbibliothek nach dem Entwurf des renommierten niederländischen Architekten Aat Vos, der für seinen Beitrag zur Entwicklung von Bibliotheken als „Dritte Orte“ in Ludwigshafen mit der Karl-Preusker-Medaille ausgezeichnet wurde, umgestaltet. Zur Erweiterung wird der angrenzende ehemalige Kinoraum genutzt. Darüber hinaus werden Infoplätze, eine Teeküche sowie barrierefreie Sanitärräume entstehen.
Zu den Maßnahmen gehört auch, die Zugänge der Räume im Bürgermeister-Ludwig-Reichert-Haus barrierefrei zu gestalten. Auch der Innenhof wird in Zusammenarbeit mit hofmann_röttgen Landschaftsarchitekten bdla umgestaltet, begrünt und als Aufenthaltsfläche aufgewertet.
Die Kosten werden bis zu 90 Prozent durch Zuwendungen von Bund und Land aus dem Förderprogramm „Wachstum und nachhaltige Entwicklung – Nachhaltige Stadt“ für das Stadterneuerungsgebiet Mitte/Innenstadt finanziert. Die Maßnahme Umbau und Sanierung des Bürgermeister-Ludwig-Reichert-Hauses ist Teil des Förderbescheids.

## Ausstellungsreihe „Junge Rheinland-Pfälzer Künstlerinnen und Künstler“ und Preise
Im Rahmen der zusammen mit dem Ministerium für Wissenschaft, Weiterbildung und Kultur seit 1979 alle drei Jahre ausgetragenen Wettbewerbsausstellungsreihe „Junge Rheinland-Pfälzer Künstlerinnen und Künstler“ wird seit 1987 zusätzlich zum Förderpreis auch der „Emy-Roeder-Preis“, benannt nach Emy Roeder, als Hauptpreis vergeben. Der Emy-Roeder-Preis wurde 2011 einmalig geteilt vergeben. Zu den Ausstellungen erscheinen jeweils umfangreiche Ausstellungskataloge. Der Emy-Roeder-Preis ist mit 5.200 Euro dotiert, der Förderpreis „Junge Rheinland-Pfälzer Künstlerinnen und Künstler“ mit 2.600 Euro.

### Preisträger Emy-Roeder-Preis (Auswahl)
- 1987: Jochen Frisch
- 1990: Franziskus Wendels
- 2002 (Ausstellung 2003): Dirk Brömmel
- 2005: Angela Glajcar
- 2011: Björn Drenkwitz und Erik Schmelz
- 2014: Sarah Mock
- 2017: Julia Lia Walter
- 2020: Tobias Becker

### Preisträger Förderpreis (Auswahl)
- 2003: Christian Peter
- 2011: Gruppe Upper Bleistein
- 2014: Stephan Wiesen
- 2017: Miki Lin und Lena Trost
- 2020: Theresa Lawrenz